# Prudence Robertson
Prudence Robertson ist eine US-amerikanische Moderatorin. Sie ist seit Januar 2022 Moderatorin bei EWTN Pro-Life Weekly.

## Leben
Robertson beschreibt, dass sie in jungen Jahren bereits EWTN, den Sender, bei dem sie später arbeiten würde, geschaut hätte. Eine Sendung, die ihr in Erinnerung geblieben sei, war The Rosary with Mother Angelica, wo sie am Fernsehen mit Mutter Angelica den Rosenkranz gebetet habe. Sie habe sich bereits in jungen Jahren als Pro-Life identifiziert, insbesondere aufgrund ihrer Schwester, die aus Vietnam adoptiert worden war. Als sie erfahren hatte, dass ihre Schwester adoptiert worden ist und deren Mutter sie nicht gewollt hatte, aber Robertsons Familie, hat diese Erfahrung Robertson näher zu einer Pro-Life Einstellung wachsen lassen. Robertson studierte an der Franciscan University of Steubenville Geschichte und Human Life Studies. Sie schloss dieses Studium 2019 ab.
Nach ihrem Abschluss arbeitete sie knapp drei Jahre für die Pro-Life Gruppe Susan B. Anthony List und trat dabei in verschiedenen Medien, wie AXIOS, Washington Times oder The Federalist auf.
Im Januar 2022 wurde sie dann als Nachfolgerin von Catherine Hadro Moderatorin von EWTN Pro-Life Weekly. Sie beschreibt diese Ernennung selbst als das Wahrwerden eines Traumes. Sie wolle sicherstellen, dass die Pro-Life Bewegung über alle aktuellen Entwicklungen informiert sei. Michael Warsaw von EWTN beschreibt sie als eine Person, die Erfahrung hätte mit Mitgliedern des Kongresses, Legislativen der Bundesstaaten und Gouverneure zu sprechen und zu arbeiten. Ebenso bringe sie tiefes Wissen und Hingabe zum Glauben in die Sendung mit.
Im März 2023 rief die Moderatorin mit der University of Steubenville zu einer Konferenz unter dem Titel "Journalism in a Post-Truth World" auf. Dies rief in einer Kolumne im National Catholic Reporter die Kritik hervor, dass in dieser Konferenz, Fake News hauptsächlich mit einer Seite im „culture war“ assoziiert werde, was eine zu einseitige Einschätzung sei. Der Kolumnist Michael Sean Winters kritisierte weiterhin, dass EWTN einen sektiererischen Katholizismus verkörpere, der sein eigenes Verständnis der Anforderungen des Glaubens mit der Gesamtheit der Anforderungen des Glaubens gleichsetze.
Robertson schrieb neben ihren Tätigkeiten für die Pro-Life Gruppe und die EWTN Sendung auch Artikel für u. a. Catholic Exchange und den Yonkers Tribune.

### Privates
Robertson bekennt sich selbst als aktive Katholikin und benennt Klara von Assisi und die heilige Faustina als ihre persönlichen Patrone.